# Luis Alberto García (Fußballspieler)
Luis Alberto García war ein chilenischer Fußballspieler. Der Abwehrspieler absolvierte vier Länderspiele für Chile und nahm am Campeonato Sudamericano 1917 teil. 

## Vereinskarriere
Auf Vereinsebene spielte Luis Alberto García für den in Coquimbo ansässigen Klub Thunder.

## Nationalmannschaft
Luis García debütierte beim Campeonato Sudamericano 1917 in Uruguay und absolvierte alle drei Turnierpartien für La Roja. Bei der 0:1-Niederlage gegen Argentinien unterlief ihm per Eigentor das einzige Tor des Spiels. Chile wurde ohne Punkt und ohne Torerfolg Vierter. Nur wenige Tage nach dem Turnier absolvierte er beim 1:1-Unentschieden im Freundschaftsspiel gegen Argentinien sein letztes Länderspiel.